# Frédéric Lagnau
Frédéric Lagnau, né à Évreux le 23 mai 1967 et mort à Paris 12e le 30 avril 2010, est un compositeur et pianiste français.

## Biographie
Né le 23 mai 1967 à Évreux (Eure), il est le dernier d'une fratrie de cinq enfants.
Très tôt, il manifeste un goût prononcé pour la musique et une attirance pour le piano familial. Ses parents lui font donc prendre, dès l'âge de cinq ans, des cours de cet instrument, auprès de Madame Pleintel, puis de Madame Odile Budan, répétitrice d'Yvonne Lefébure, qui l'auditionne régulièrement et lui prodigue ses conseils. 
Mais, malgré d'indiscutables dons pour l'interprétation, c'est la composition qui l'intéresse au premier chef. C'est donc dans la classe de solfège, harmonie et contrepoint qu'il intègre le CNSM de Paris en décembre 1982 (il a alors 15 ans et demi). Cependant, l'enseignement qui y est prodigué ne répond pas à ses attentes : à peine deux ans plus tard, il quitte la rue de Madrid. C'est au conservatoire à rayonnement régional de Boulogne-Billancourt qu'il va trouver l'ouverture d'esprit et l'ambiance de travail qui conviennent à son tempérament novateur.
Il poursuit sa formation auprès de maîtres comme Bruno Rigutto, Jacques Chailley, Francis Dhomont ou encore Ralph Towner.
Très marqué par l'univers musical de Steve Reich, il compose des œuvres apparentées aux musiques dites « répétitives », isolé dans une ferme normande de la région de Louviers où il s'installe dès sa majorité et cohabite avec le pianiste et compositeur Denis Chouillet. Période rude, mais féconde, qui voit la création d'œuvres comme Journey to Inti (conçue pour deux pianos et un pianiste), les charmes de la marche, J'ailleurs, Nulle part avant, ça va son dire…, ou encore l'oratorio B-Attitude, fondé sur le texte de l’Évangile des Béatitudes, dans la traduction d'André Chouraqui (commande du Chœur Ars Viva et de la DRAC Haute-Normandie). Ses travaux intéressent le compositeur américain « minimaliste » installé en France Tom Johnson, qui l'encourage dans ses recherches musicales.
Installé à Paris au milieu des années 1990, puis à Pantin, il retrouve Paris (quartier de la République) en 2009.
Sa collaboration avec le théâtre d'Évreux-Scène Nationale lui permet de composer quantité de musiques de scène en collaboration avec le metteur en scène Jacques Falguières (la Traviata, Gervaise, Mademoiselle Julie, Riquet à la houppe) ; la dernière, et peut-être la plus saisissante, est celle qui accompagne la pièce de Michel Vinaver 11 septembre 2001.
Il effectue de nombreux voyages à l'étranger (Allemagne, Suisse, Russie, Pologne, États-Unis, Canada) pour des stages, des rencontres avec des compositeurs contemporains, des concerts (tournée en Amérique du Nord, où il joue les pièces réunies dans son CD Jardins cycliques, éd. Naïve).
À partir du début des années 2000, sa création s'élargit à la musique de films (Toothache, de Ian Simpson, 2001) et de chansons (avec et pour Élise Caron, Nicole Renaud…), mais aussi à la musique d'accompagnement d'émissions télévisées à caractère scientifique : série les Martin pour France 5 ; les origines du Sida pour France 2 ; Retour vers le néolithique, pour France 3 en 2003.
En 2003, il entre à l'Opéra Garnier avec le titre de « maître de chant » (accompagnement des danseurs du corps de ballet). Lors de l'hommage au chorégraphe Jérôme Robbins, à l'automne 2008, il crée l'œuvre de Nico Muhly "Triade" (sur une chorégraphie de Benjamin Millepied) en l'interprétant sur scène. C'est lors de la reprise de ce spectacle qu'il joue pour la dernière fois en public, le 21 avril 2010.
Hospitalisé le surlendemain, il est emporté par un cancer le 30 avril. Il est inhumé dans le caveau familial du cimetière Saint-Vincent (Paris 18e), à Montmartre.

## Discographie
- Journey to Inti (Scène nationale d'Évreux, 1992)
- Jardins cycliques (Lycaon, 1998)
- Frédéric Lagnau / Piano : Denis Chouillet (Montagne Noire, 2023)